# Світельський Руслан Миколайович
Русла́н Микола́йович Світе́льський — майор Збройних сил України. Ніс службу у складі 25 БТО ЗС Украіни.
Підрозділ — Київський військовий ліцей імені Івана Богуна; командир взводу — офіцер-вихователь..

## Нагороди
За особисту мужність і героїзм, виявлені у захисті державного суверенітету та територіальної цілісності України, вірність військовій присязі під час російсько-української війни нагороджений
- орденом Богдана Хмельницького III ступеня (26.2.2015).